# Beauvais Oise Université Club 2013-2014
Questa voce raccoglie le informazioni riguardanti il Beauvais Oise Université Club nelle competizioni ufficiali della stagione 2013-2014.

## Organigramma societario
Area direttiva
- Presidente: Joël Thiebaut

Area organizzativa
- General manager: Miloslav Javurek

Area tecnica
- Allenatore: Emanuele Zanini
- Allenatore in seconda: Fulvio Bertini

## Rosa
| N° | Nome                    | Ruolo | Data di nascita  | Nazionalità sportiva |
| -- | ----------------------- | ----- | ---------------- | -------------------- |
| 1  | Corentin Suc            | P     | 20 ottobre 1994  | Francia              |
| 2  | Bram Van den Dries      | S/O   | 14 agosto 1989   | Belgio               |
| 3  | Raphaël Chaussende      | S     | 9 marzo 1991     | Francia              |
| 4  | Maarten van Garderen    | S     | 24 gennaio 1990  | Paesi Bassi          |
| 5  | Frank Depestele         | P     | 3 settembre 1977 | Belgio               |
| 6  | Kévin Rodriguez         | C     | 13 novembre 1994 | Francia              |
| 7  | Gary Gendrey            | C     | 30 novembre 1985 | Francia              |
| 8  | Jiří Král               | C     | 8 luglio 1981    | Rep. Ceca            |
| 9  | Ondřej Hudeček          | S     | 9 maggio 1981    | Rep. Ceca            |
| 10 | Đorđe Latas             | S/O   | 6 maggio 1994    | Serbia               |
| 11 | Arthur Darmois          | S     | 10 gennaio 1992  | Francia              |
| 12 | Matej Pátak             | S     | 8 giugno 1990    | Slovacchia           |
| 14 | Nico Freriks            | P     | 22 dicembre 1981 | Paesi Bassi          |
| 16 | Paul Cooper             | P     | 28 marzo 1993    | Francia              |
| 17 | Alexandre Weyl          | C     | 2 marzo 1984     | Francia              |
| 18 | Achilleas Papadīmītriou | L     | 18 agosto 1980   | Grecia               |